# Mina d'Água do Meu Canto
Mina d'Água do Meu Canto é o vigésimo quinto álbum de Gal Costa. O álbum teve as composições apenas de Caetano Veloso e Chico Buarque. A música "Futuros Amantes" composta por Chico Buarque, faz parte da trilha sonora da novela História de Amor, produzida pela Rede Globo. O álbum vendeu mais de 150 mil cópias no Brasil.

## Lista de faixas
| N.º | Título                    | Compositor(es)                    | Duração |  |
| 1.  | "Odara"                   | Caetano Veloso                    | 7:16    |  |
| 2.  | "Atrás da Porta"          | Chico Buarque , Francis Hime      | 2:57    |  |
| 3.  | "Morena dos Olhos D'água" | Chico Buarque                     | 3:39    |  |
| 4.  | "Como um Samba de Adeus"  | Caetano Veloso, Chico Buarque     | 4:49    |  |
| 5.  | "Cajuína"                 | Caetano Veloso                    | 2:19    |  |
| 6.  | "Milagres do povo"        | Caetano Veloso                    | 3:56    |  |
| 7.  | "O Ciúme"                 | Caetano Veloso                    | 4:27    |  |
| 8.  | "O Quereres"              | Caetano Veloso                    | 3:03    |  |
| 9.  | "A Rita"                  | Chico Buarque                     | 2:08    |  |
| 10. | "As Vitrines"             | Chico Buarque                     | 3:50    |  |
| 11. | "Quem Te Viu, Quem Te Vê" | Chico Buarque                     | 4:27    |  |
| 12. | "Futuros Amantes"         | Chico Buarque                     | 4:04    |  |
| 13. | "Samba do Grande Amor"    | Chico Buarque                     | 3:07    |  |
| 14. | "Lindeza"                 | Caetano Veloso                    | 4:28    |  |
| 15. | "Desalento"               | Chico Buarque, Vinicius de Moraes | 3:18    |  |
| 16. | "Pelos Olhos"             | Caetano Veloso                    | 2:19    |  |
| 17. | "Língua"                  | Caetano Veloso                    | 4:39    |  |